# Гюнтер, Эгон
Э́гон Гю́нтер (нем. Egon Günther; 30 марта 1927[…], Шнеберг, Цвиккау — 31 августа 2017[…], Потсдам) — немецкий кинорежиссёр и сценарист.

## Биография
Родом из рабочей семьи. Первая работа — слесарь в конструкторском бюро. В 1944—1945 — солдат Вермахта, попал в плен, из которого бежал. В 1948—1951 учился в Университете им. К. Маркса в Лейпциге. Начинал как поэт. Был прозаиком, драматургом, сценаристом. Режиссёрский дебют — «Жена Лота» (1965) — посвящён проблемам современной семьи и положению женщины в обществе. Долгое время снятые им фильмы затрагивали подобные проблемы и вызывали острые дискуссии, имели проблемы с цензурой, пока в конце 1970-х Гюнтер не обратился к экранизациям произведений немецкой классической литературы.

## Избранная фильмография

### Сценарист
- 1961 — Незнакомец / Der Fremde
- 1962 — Врачи / Ärzte (в советском прокате «Ошибка профессора Хегера»)
- 1963 — Сегодня и в час моей смерти / Jetzt und in der Stunde meines Todes
- 1964 — Лисы Аляски / Alaskafüchse

### Режиссёр
- 1965 — Жена Лота / Lots Weib
- 1965 — Когда ты станешь взрослым, дорогой Адам / Wenn du groß bist, lieber Adam (фильм вышел в прокат в 1990 году)
- 1968 — Прощание / Abschied (по Иоганнесу Бехеру)
- 1972 — Третий / Der Dritte
- 1973 — Воспитание под Верденом / Erziehung vor Verdun (т/ф по Арнольду Цвейгу)
- 1974 — Ключи / Die Schlüssel
- 1975 — Лотта в Веймаре / Lotte in Weimar (по Томасу Манну)
- 1978 — Страдания молодого Вертера / Die Leiden des jungen Werthers (по Иоганну Вольфгангу Гёте)
- 1978 — Урсула / Ursula (т/ф по Герарду Келлеру с Швейцарией)
- 1981 — Изгнание / Exil (по Лиону Фейхтвангеру)
- 1983 — Ханна с восьми до восьми / Hanna von acht bis acht

## Награды
- 1972 — Национальная премия ГДР